# ماريان ساكس
مارجان ساكس (بالهولندية: Marjan Sax)‏ (من مواليد 26 ديسمبر 1947) هي ناشطة مثلية نسائية، وعضو في( دوللي مينا) ومؤسسة مشاركة لمنظمات نسائية مختلفة، مثل مؤسسة ماما كاش، وهي أيضًا مستشارة لعددٍ من المنظمات الخيرية.

## حياتها
وُلدت ساكس في أمستردام ودرست السياسة في جامعة أمستردام. كانت رئيسة فريق في المدرسة المفتوحة في شمال أمستردام. بعد ذلك عملت كباحثة في مؤسسة فرو ميديا من عام 1983 إلى عام1986  حيث نظرت إلى موقف الصحافيات في الصحف الهولندية. اما الآن فهي تعمل كمستشارة مستقلة منذ عام 2003 حيث قامت على تقديم محاضرة في عام 2003 بعنوان (نحو ثورة جنسية جديدة).

## نشاطها
كانت ساكس ناشطة في (دوللي مينا) وكانت مؤسسة مشاركة لمنظمات نسوية مختلفة، مثل مجموعة العمل المؤيدة للإجهاض ودورة الدراسات النسائية في جامعة أمستردام.
في عام 1978 انشات فعاليات جماعية مثلية نسائية مثل (من بين أمور أخرى أيام الأم وابنتها، ليال الشعر، أيام الأغنية الشعبية والحفلات ذات الطابع الخاص), ساكس شاركت أيضًا في العديد من الأنشطة المثليه والنسوية الأخرى. كانت واحدة من شاغلي عيادة الإجهاض بلومينهوف في هيمستيد، التي هُددت بالإغلاق في عام 1976. وقد لعب هذا الإجراء دورًا في تقنين الإجهاض.
في عام 1982 شاركت ساكس في تأسيس منظمة ماما كاش مع أربعة منظمات أخرى، حيث كانت جزءًا من مجلس الإدارة حتى عام 2003. وتمتلك منظمة ماما كاش أموالًا مختلفة لمشاريع نسوية تعزز التحرر والنسوية. حصلت ساكس على تراث جدير بالملاحظة وفي عام 1982 منحت ماما كاش قرضًا بدون فوائد بقيمة 2،5 مليون غيلدر. سمح للمنظمة للحفاظ على الربح.
أما في فترة الثمانينيات والتسعينيات شارك ساكس في دي رو درياد (1985 - 1991)، ومجموعة الدعم النسوية في دي رود درايد، وهي منظمة لتحسين وضع المشتغلات بالجنس) و (تعاون لدعم اللاجئين)